# Mira Awad
Mīrā ’Anwar ‘Awaḍ, nota semplicemente come Mira Awad (in arabo ميرا أنور عوض‎?, in ebraico מירה אנואר עווד‎?; Rameh, 11 giugno 1975), è una cantante, attrice e autrice palestinese con cittadinanza israeliana.
‘Awaḍ vive a Tel Aviv. Ha rappresentato Israele all'Eurovision Song Contest 2009 assieme all'israeliana di etnia ebraica Noa, cantando il brano There Must Be Another Way. È stata la prima cantante di etnia araba a rappresentare lo stato nella competizione canora, cantando il primo brano israeliano con parole in arabo.

## Biografia
I suoi genitori sono un medico arabo-palestinese cristiano e una bulgara cristiana e ha studiato presso la scuola di jazz e musica contemporanea Rimon di Ramat HaSharon. 

### Carriera
‘Awaḍ è diventata immediatamente una celebrità della televisione israeliana dopo la sua apparizione nella serie televisiva Arab Labor; ha recitato anche nel film The Bubble, diretto da Eytan Fox e cantato le colonne sonore dei film Forgiveness (diretto da Udi Aloni) e Il giardino di limoni - Lemon Tree (diretto da Eran Riklis).
Nel 2002 ha cantato con Noa una versione del brano We Can Work It Out dei Beatles, mentre nell'estate dello stesso anno ha interpretato il ruolo di Eliza Doolittle nel musical My Fair Lady, diretta da Micha Levinson, con la compagnia teatrale Israeli Opera al Centro di arti sceniche di Tel Aviv; ha, inoltre, cantato nell'album di esibizioni dal vivo del cantante greco George Dalaras e partecipato al festival musicale per ragazzi "Festigal", con il brano Take the Journey. Nel 2005, ‘Awaḍ ha collaborato con The Idan Raichel Project nel brano Azini, parte del suo secondo album Mi'ma'amakim.
Nel 2006 è apparsa nel ruolo di una soldatessa delle Forze di difesa israeliane in un musical adattamento del romanzo in versi di una scrittrice  israeliana ma contraria alle politiche di occupazione israeliane come Maya Arad"Un altro posto, una città sconosciuta".
Nel 2007 ha recitato il ruolo di un'avvocata palestinese nella sit-com israeliana Arab Labor, mentre l'anno dopo ha interpretato il ruolo di una rifugiata palestinese nella commedia teatrale Il ritorno ad Haifa.
‘Awaḍ ha rappresentato Israele all'Eurovision Song Contest 2009 insieme a Noa, divenendo la prima araba d'Israele a rappresentare il proprio Stato alla competizione, qualificandosi per la finale e arrivando, poi, 16ª, con 53 punti; aveva già provato a partecipare all'edizione di quattro anni prima con il brano Zman, ma è arrivata 8ª alla finale nazionale e non è riuscita, quindi, nel suo intento.
Il 15 maggio Noa e ‘Awaḍ hanno pubblicato un album collaborativo, There Must Be Another Way, con brani cantati singolarmente e assieme. L'album di debutto solista di ‘Awaḍ, Acrobat (بهلوان, Bahlawan), è stato pubblicato a giugno, con brani da lei scritti e composti, in collaborazione con il chitarrista israeliano Amos Ever-Hadani.
Nel 2010 ha fatto parte della giuria che ha scelto il brano israeliano per l'edizione di quell'anno dell'Eurovision Song Contest, il cui cantante è stato Harel Skaat.
‘Awaḍ ha partecipato alla 5ª stagione di Rokdim Im Kokhavim, la versione israeliana di Ballando con le stelle, ballando con Dani Yochtman; ha raggiunto le semifinali, piazzandosi alla fine 4ª. Ha anche recitato, in quell'anno, nello sceneggiato L'arca di Noè, interpretando il ruolo di Ruthi.

### Opinioni politiche
‘Awaḍ si identifica come di nazionalità palestinese e di cittadinanza israeliana e, nonostante sia criticata da entrambe le popolazioni, ha numerosi ammiratori sia fra i palestinesi che fra gli israeliani. Il dibattito ha reso pubblica la posizione non facile degli arabi d'Israele.
Alle elezioni nazionali israeliane del 2009 ‘Awaḍ ha pubblicamente sostenuto il locale partito comunista, Hadash.
Prima della sua partecipazione eurovisiva, diversi intellettuali palestinesi e arabi hanno fatto circolare una petizione affinché non vi prendesse parte; la petizione, nonostante abbia stupito le cantanti, non ha avuto successo. Secondo il New York Times, "Il movimento pacifista, hanno detto, sembra essersi trasformato in un esercito apologista di Hamas". ‘Awaḍ ci ha riso su sull'impressione che potrebbe essere stata usata come foglia di fico per nascondere le azioni del governo israeliano: "Il governo non ha scelto di mandarmi all'eurovisione; io e Noa abbiamo accettato vista la nostra collaborazione da otto anni", ha detto.
Il 19 novembre 2009 ‘Awaḍ e Noa hanno vinto il premio per la pace Haviva Reik da Givat Haviva per onorare il loro impegno alla pace al dialogo fra israeliani e palestinesi.

## Discografia

### Album in studio
- 2009 - Bahlawan
- 2009 - There Must Be Another Way (con Noa)
- 2011 - All My Faces

### Raccolte
- 2021 - Human
- 2022 - Woman

### Singoli
- 2005 - Zman
- 2009 - There Must Be Another Way (con Noa)
- 2011 - Burka
- 2016 - Think of Others
- 2018 - Asfura Ustura (Phoenix)
- 2018 - Šm l' hyh lnw ym (con Yair Ziv)
- 2019 - W'qṣ
- 2020 - Think of Others (feat. Norman Issa, Peter Yarrow, Noa, Miriam Toukan, Kobi Farhi, Adam Gorlizki, David Broza, Bassam Beroumi, Yossi Zabari e Sameh Saz Zakout)
- 2020 - El Nour
- 2020 - Moment Out of Time (con Guy Mintus)
- 2021 - Yaba (Father)
- 2021 - Wahad (One)
- 2021 - Sorriso (Smile) (feat. Paulo Vilare)
- 2021 - Adio Kerida (con Jako Hazan)